# Ayşe Sezgin

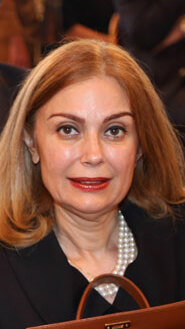
Ayşe Sezgin (2013)

Ayşe Sezgin (* 23. Januar 1958 in Ankara) ist eine türkische Diplomatin.

## Leben und Karriere
Sezgin studierte an der Hacettepe-Universität in Ankara Sozial- und Verwaltungswissenschaften. Sie begann 1983 ihre Karriere im diplomatischen Dienst der Türkei und war abwechselnd im Außenministerium in Ankara und zahlreichen Generalkonsulaten der Türkei im Ausland, später bei der OECD in Paris und den Botschaften in Paris und London eingesetzt. Im Außenamt in Ankara war sie u. a. für verschiedene Europa- bzw. EU-Agenden zuständig (Wirtschaft, Politik, allg. EU-Angelegenheiten), zuletzt im Botschafterrang als Generaldirektorin in der Generaldirektion für Europa-Angelegenheiten (2009–2010) und stellvertretende Generalsekretärin im Untergeneralsekretariat für EU-Angelegenheiten (2010–2011). Von März 2008 bis Oktober 2009 war sie Botschafterin in Ljubljana.
Von November 2011 bis November 2013 war sie Botschafterin in Österreich an der Botschaft Wien. Sie trat damit die Nachfolge von Botschafter Kadri Ecvet Tezcan an, der für seine Aussagen über die österreichische Ausländerpolitik in einem Interview mit der österreichischen Tageszeitung Die Presse scharf kritisiert worden war. Sezgin hat nach ihrem Amtsantritt die Ansicht geäußert, noch vor ihrer Pensionierung werde die Türkei Mitglied der Europäischen Union sein. Sie ist verheiratet mit dem türkischen Botschafter in Moskau, Aydın Adnan Sezgin.
Seit November 2013 ist Ayşe Sezgin türkische Botschafterin in Valletta/Malta.